# ستيفن كافري
ستيفن كافري (بالإنجليزية: Stephen Caffrey)‏ هو لاعب كرة قدم أيرلندي، ولد في 9 ديسمبر 1975 في دبلن في جمهورية أيرلندا. لعب مع باتريك أتلتيك وغلينافون ونادي بوهيميان.

## وصلات خارجية
- ستيفن كافري على موقع قاعدة بيانات كرة القدم.إي يو (الإنجليزية)